# Bourletiella insula
Bourletiella insula är en urinsektsart som beskrevs av James P. Folsom 1932. Bourletiella insula ingår i släktet Bourletiella och familjen Bourletiellidae. Inga underarter finns listade.